# Frank Winterbottom
Frank Winterbottom (Londen, 21 maart 1861 – januari 1930) was een Brits componist, muziekpedagoog, dirigent en arrangeur.

## Levensloop
Winterbottom dirigeerde van 1890 tot 1910 de Royal Marines Band in Plymouth, Verenigd Koninkrijk. Verder was hij docent aan de Royal Military School of Music "Kneller Hall". Hij schreef een groot aantal bewerkingen van klassieke muziek voor harmonieorkest, zoals:
- Adolphe Adam: Giralda, ouverture voor harmonieorkest
- Charles W. Ancliffe: Gipsy Serenade - El Saludo and the Fairest in the Land, voor harmonieorkest
- Charles W. Ancliffe: Irish Whispers, wals voor kornet solo en harmonieorkest
- Ludwig van Beethoven: Egmont overture, voor harmonieorkest
- Ludwig van Beethoven: The Moonlight Sonata, voor harmonieorkest
- William Sterndale Bennett: The Naiades, op. 15, ouverture voor harmonieorkest
- Hector Berlioz: Le damnation de Faust, ouverture voor harmonieorkest
- Georges Bizet: Jeux d'enfants, petite suite, op. 22, voor harmonieorkest
- York Bowen: Zazra ..., intermezzo voor harmonieorkest
- Samuel Coleridge-Taylor: Hiawatha, op. 82, suite uit het ballet voor harmonieorkest
- Samuel Coleridge-Taylor: Othello, suite voor harmonieorkest
- Samuel Coleridge-Taylor: Petite Suite de Concert, suite voor harmonieorkest
- Samuel Coleridge-Taylor: The Bamboula - Rhapsodic Dance, op. 75, voor harmonieorkest
- Riccardo Drigo: Serenade uit "Les Millions d'Arlequin", voor harmonieorkest
- Paul Dukas: L'apprenti sorcier (The Sorcerer's Apprentice), voor harmonieorkest
- Edward Elgar: Sevillaña, voor harmonieorkest
- Edward Elgar: With proud Thanksgiving, voor harmonieorkest of brassband
- Herman Finck: Christmas Memories - A dream phantasy, voor harmonieorkest
- Percy Eastman Fletcher: Eyes of Dream, intermezzo voor harmonieorkest
- Percy Eastman Fletcher: Three Frivolities, voor harmonieorkest
- Percy Eastman Fletcher: Vanity Fair - Comedy Overture, voor harmonieorkest
- Friedrich von Flotow: Martha, ouverture tot de opera voor harmonieorkest
- Michail Glinka: Russlan and Ludmilla, ouverture voor harmonieorkest
- Louis Moreau Gottschalk: Marche de nuit uit "Le Bananier", voor harmonieorkest
- Charles Gounod: Ballet music from "Faust", voor harmonieorkest
- John Gready: Prelude, voor harmonieorkest
- Edvard Grieg: Three Pieces from "Sigurd Jorsalfar", voor harmonieorkest
- Carrie Jacobs-Bond: A Perfect Day, voor kornet solo en harmonieorkest
- Sidney Jones: King of Cadonia, selectie voor harmonieorkest
- Franz Lehár: Kukuška - Russian Peasant Dance, voor harmonieorkest
- Anatoli Konstantinovitsj Ljadov: Une tabatière à musique. op. 32, voor harmonieorkest
- Franz Liszt: Liebestraum, voor harmonieorkest
- Adolf Lotter: Three blind Mice, humoristische variaties voor harmonieorkest

- Alexandre Luigini: Ballet russe, voor harmonieorkest
- Jean Gabriel Marie: Sérénade badine, voor harmonieorkest
- Jules Massenet: Phèdre, ouverture tot de opera voor harmonieorkest
- Felix Mendelssohn Bartholdy: A Midsummer Night's Dream, ouverture voor harmonieorkest
- Felix Mendelssohn Bartholdy: Fingal's Cave, ouverture voor harmonieorkest
- Felix Mendelssohn Bartholdy: Son and Stranger, ouverture voor harmonieorkest
- André Messager: Monsieur Beaucaire, selectie uit de opera voor harmonieorkest
- Wolfgang Amadeus Mozart: Die Zauberflöte, ouverture tot de opera voor harmonieorkest
- Geoffrey O'Connor Morris: Londonderry Air, voor harmonieorkest
- Bertram Walton O'Donnell: Songs of the Gael - Aṁráin na n-ġaeḋeal, Gael fantasy op. 31, voor harmonieorkest
- Carl Gottlieb Reißiger: Die Felsenmühle, ouverture voor harmonieorkest
- Nikolaj Rimski-Korsakov: Capriccio Espagnol, op. 34,[1] voor harmonieorkest
- Camille Saint-Saëns: Marche héroïque, voor harmonieorkest
- Franz Schubert: Overture Rosamunde, voor harmonieorkest
- Jean Sibelius: Finlandia, op. 26, voor harmonieorkest
- Jean Sibelius: Valse triste uit de suite "Kuolema", op. 44, voor harmonieorkest
- Bedřich Smetana: Má vlast - nr. 2. Vltava, voor harmonieorkest
- Franz von Suppé: Pique Dame, ouverture voor harmonieorkest
- Johan Severin Svendsen: Rapsodies Norvégiennes No. 2, op. 19, voor harmonieorkest
- Howard Talbot: My Lady Frayle, selectie voor harmonieorkest
- Pjotr Iljitsj Tsjaikovski: Capriccio Italien, op. 45, voor harmonieorkest
- Pjotr Iljitsj Tsjaikovski: Suite No. 3, op. 55, deel 4: Tema con variazioni voor harmonieorkest
- Pjotr Iljitsj Tsjaikovski: Symphony No. 4, op. 36, 2 delen uit de symfonie voor harmonieorkest
- Pjotr Iljitsj Tsjaikovski: Symphony No. 5, op. 64, voor harmonieorkest
- Richard Wagner: Huldigungsmarch, voor harmonieorkest
- Richard Wagner: Rienzi, selectie uit de opera voor harmonieorkest
- Richard Wagner: Ring des Nibelungen, selectie voor harmonieorkest
- Richard Wagner: Siegfried-Idyll, voor harmonieorkest
- Richard Wagner: Tannhäuser-Overture, voor harmonieorkest
- Emil Waldteufel: Ange d'amour, wals voor harmonieorkest
- André Wormser: L'Enfant prodigue, selectie voor harmonieorkest

Als componist liet hij een oeuvre achter met meer dan 300 werken voor militaire kapel of harmonieorkest.

## Composities

### Werken voor harmonieorkest (Militairy Band)
- 1895 Variations on Charlie is my darling, voor fagot solo en harmonieorkest[2]
- 1904 Clutsam's Plantation Songs, fantasie
- 1912 Humorous Variations on the "Carnival of Venice", "Buy a Broom", and "Three jolly Postboys"
- America, selectie over Amerikaanse melodieën
- Reminiscences of Chopin
- The Empire, mars

### Muziektheater

#### Toneelmuziek
- 1912 The Admiral speaks, toneelstuk in 1 akte - tekst: W. P. Drury

### Kamermuziek
- 1911 Airs de Ballet, voor cello en piano
- 1914 Une Bagatelle, voor cello en piano

### Werken voor piano
- 1912 Sur l'Escalier